# Bart Bredero
Lambertus Hubertus Bredero (14 oktober 1923 - 9 juli 2012) was Engelandvaarder.
Bart Bredero groeide in Utrecht op, waar zijn vader directeur van een bouwbedrijf was. Hij haalde zijn HBS-a eindexamen in juni 1942. Na de kerstdagen van 1942 besloot de net 19-jarige Bredero Nederland te verlaten. Hij vertrok alleen en had slechts een paspoort en wat geld bij zich. De reis verliep voorspoedig, met de trein bereikte hij Roosendaal. Vandaar liep hij naar Nispen waar hij de grens overstak. Hij logeerde bij vrienden in Antwerpen en Mons, en daar kreeg hij een veilig adres in Parijs op van een Nederlandse oud-leraar. Die vertelde hem hoe hij over de demarcatielijn kon komen.  Nog diezelfde avond nam hij trein naar Moulins. Tijdens de controle verstopte hij zich onder de trein.
Op 1 januari 1943 bereikte hij Toulouse. Die nacht sliep hij op een bank in de pastorie. Hij besloot wegens de kou niet over de Pyreneeën te gaan maar de goederentrein te nemen. Weer verstopte hij zich onder de trein. Op 2 februari passeerde hij de Frans-Spaanse grens. Toen de trein op het station van Canfranc was, stapte hij in een trein die naar Zaragoza vertrok. Helaas werd hij daarin door de Guardia Civil gearresteerd. Aangezien Bredero geen Spaans sprak, werd hij naar Jaca gebracht om daar door de politiechef en een tolk verhoord te worden. Omdat alle hotels vol militairen zaten moest hij een paar dagen in de toren van de stadsgevangenis verblijven. In die torenkamer zaten al een twintigtal gevangenen, inclusief twee Nederlanders: Rob Rosen Jacobson en Piet Droog.
De tolk had gezegd dat het maar voor een paar dagen zou zijn, dat ze het consulaat in Madrid op de hoogte zouden stellen en dat die hem wel zouden komen halen. Madrid stuurde soms een pakje met kleding of wat geld. De bewakers konden met dat geld boodschappen doen, zoals chocola of sigaretten. Toen het in het voorjaar mooi weer werd, kon er op een patio gegeten worden, en ontstond de mogelijkheid meer medegevangenen te ontmoeten. Bredero probeerde er Spaans te leren van een medegevangene.
Op een dag bleek dat er een aantal gevangenen ontsnapt waren. Bredero en de andere Nederlanders werden naar een staatsgevangenis in Zaragoza overgeplaatst en na een maand werden ze weer overgeplaatst. Jacobson en Droog gingen naar Miranda de Ebro, Bredero ging naar Alhama di Arragon. Vandaar ging hij op bezoek bij het consulaat in Madrid. Daar wilde Dr Bruyn Tengbergen hem helemaal niet zien. Hij moest rustig in het kamp op zijn visum wachten, maar kreeg uiteindelijk wel 500 peseta's mee. Hij werd naar het station gebracht, stapte keurig in, maar stapte aan de andere kant ongezien weer uit. Zijn geduld was op, hij zou zijn reis verder zelf organiseren. Hij stapte op een wegrijdende trein en na enige tijd vond hij de remmer, die hem vertelde dat de trein naar Cádiz ging en daar over drie dagen zou aankomen. In Cádiz als verstekeling aan boord van een schip te komen leek hem onmogelijk, want er werd veel gecontroleerd. Hij reisde door naar Gibraltar. In Algeciras kwam hij in contact met de Engelse consul. Hij gaf hem zijn portefeuille en horloge, ging naar La Linea, sloop naar het strand en zwom naar een torpedojager die 1500 meter verderop lag.
Een Engelse matroos hielp hem aan boord. Toen het schip in Gibraltar kwam, kreeg Bredero zijn portefeuille en horloge terug. Met troepentransportschip Eastern Prince voer hij naar Glasgow, waar hij op 16 oktober 1943 aankwam. Voor kerstmis 1943 kwam hij in Londen aan.
Bredero nam dienst bij de Koninklijke Marine, en hij werd uitgeleend aan de Engelse Navy om 'headache operator' te worden, iemand die de Duitse zenders moest afluisteren op convooischepen van de Navy.
Na de capitulatie kreeg hij een paar weken verlof en reed met een DKW vol eten en goederen naar Utrecht om zijn ouders te bezoeken.  

## Na de oorlog
Na de oorlog verhuisde Bredero naar Curaçao. Hij werd gevolmachtigde voor sociale en educatieve projecten voor de Nederlandse overheid. Reeds in juli 1975 waarschuwde hij de overheid via een brief aan de minister van Nederlands-Antilliaanse Zaken, Wim de Gaay Fortman: "In de afgelopen jaren is mij gebleken dat Nederlandse ontwikkelingshulp parallel loopt met de belangen van grotere in Nederland gevestigde bouw- en aannemingsfirma's". Jarenlang deed Bredero onderzoek naar steekpenningen en andere fraudezaken.
Hij woonde met zijn familie op Kerensheide.

## Boeken
- De grote oversteek (over zijn Engelandvaart), drukkerij Montero, Curaçao
- Boven de Wind en Onder de Gordel. De Ontwikkelingshulp Aan de West, 1980, drukkerij Montero, Curaçao
- De Mijn Gaat Dicht. Herinneringen Aan Staatsmijn Maurits, 1985, drukkerij Montero, Curaçao, zie [dode link]
- De Fortkerk te Willemstad, Curaçao. Gedenkboek ter gelegenheid van het herstel van de kerk en het torenuurwerk, 1990-1992, ISBN 99904-0-155-1
- Curaçao: Baranka den laman, een bundel opstellen en verhalen over en vanuit Curaçao geschreven, ISBN 99904-0-090-3